# Вальедупар (футбольный клуб)
«Вальедупа́р» (исп. Valledupar Fútbol Club Real S. A.) — колумбийский футбольный клуб, базирующийся в одноимённом городе. Клуб был основан в 2004 году и выступает в Примере B.

## История
«Вальедупар» основан 15 ноября 2003 года при поддержке чилийского предпринимателя Хорхе Альсеррека. Клуб пользовался активной поддержкой как администрации департамента Сесар, так и мэрией самого города Вальедупар. Это позволяло ему с первого же сезона бороться за самые высокие места в Примере B, в которую он был принят в 2004 году. «Вальедупар» был не раз близок к повышению в классе, но на 2021 год пока его не добился.
Самым принципиальным соперником для «Вальедупара» в лиге стал клуб «Унион Магдалена», из-за близкого расположения их городов — оба они находятся в Карибском регионе Колумбии.

## Достижения
- Вице-чемпион Категории Примеры B (второй дивизион) (1): 2006

## Ссылки

Прежний логотип «Вальедупара».